# Nationwide Rip Ridaz
Die Nationwide Rip Ridaz waren eine US-amerikanische Hip-Hop-Gruppe (Gangsta-Rap, G-Funk, West Coast Rap), die aus einer Ansammlung von Crip Gang Mitgliedern aus Compton, South Los Angeles, Los Angeles und Watts in Kalifornien bestand.

## Geschichte
Sie sind vor allem bekannt für ihre Zusammenarbeit mit den Blood Gang Mitgliedern, die auf den Straßen seit Jahrzehnten gegenseitig einen Bandenkrieg führen. Das Projekt startete mit dem Album Bangin On Wax. Das Ziel war es, sich im Studio zu "battlen" und sich nicht auf den Straßen umzubringen. Ein Jahr später wurde Bangin On Wax 2 veröffentlicht. Anschließend teilten sich die Bloods und Crips in zwei Gruppen auf. Die Bloods gingen zu den Damu Ridas und die Crips zu den Nationwide Rip Ridaz. Beide Gruppen veröffentlichten insgesamt vier Alben (jeweils zwei Alben) und zwei Zusammenstellungen aus den vorherigen Alben.
Viele der Mitglieder wurden aufgrund ihrer Gangaktivität Opfer des Bandenkrieges und der Auseinandersetzungen mit der Ordnungsbehörde, wie AWOL, der 1997 vom LAPD getötet wurde oder Big Freeze, der ebenfalls 1997 starb. Fo’ Clipse, der Sänger der Gruppe, wurde Opfer einer feindlichen Gang. Viele der Mitglieder leben noch heute in ihren jeweiligen "Hoods" und tauchten auf dem Album "Rep yo Set" auf, wo man seine "Hood" repräsentieren sollte.

## Mitglieder
Lebende Mitglieder
- Baby Half Dead (Watts Franklin Square Crips)
- Broncoe (Fudge Town Mafia Crips)
- Duv Mac (Long Beach Insane Crips)
- Keystone (Watts Franklin Square Crips)
- G-Bone (Atlantic Drive Compton Crips)
- Sinbad The Slayer
- Twin Loc aka G-Cell, O.G. Cell-E-Cell (Avalon Gangsta Crips)
- Koollay (Watts Franklin Square Crips)

Verstorbene Mitglieder
- AWOL (Kelly Park Compton Crips) – AWOL wurde im 1997 vom LAPD getötet.
- Big Freeze (Watts Franklin Square Crips) – Freeze wurde im 1999 von einer feindlichen Gang erschossen.
- Cixx Pac (Watts Franklin Square Crips) – Verstorben
- Mac-11 (Watts Franklin Square Crips) – Verstorben.
- Teroma – Ungewiss.
- Half Dead (Watts Franklin Square Crips) – Ungewiss.
- B.G. Scarface (Atlantic Drive Compton Crips) – B.G. Scarface absolvierte eine 10-jährige Haftstrafe und wurde ca. im Jahre 2009 entlassen. Er starb aus mysteriösen Gründen am 2. Oktober 2012 in Spokane, Washington.

## Diskografie

### Alben
| Jahr               | Titel Musiklabel                                         | Höchstplatzierung, Gesamtwochen, AuszeichnungChartsChartplatzierungen (Jahr, Titel, Musiklabel, Platzierungen, Wochen, Auszeichnungen, Anmerkungen) | Anmerkungen                              |
| Jahr               | Titel Musiklabel                                         | US | Anmerkungen                              |
| ------------------ | -------------------------------------------------------- | --- | ---------------------------------------- |
| als Bloods & Crips |                                                          | |                                          |
|                    |                                                          | |                                          |
| 1993               | Bangin’ on Wax Dangerous Records                         | US86 (19 Wo.)US | Erstveröffentlichung: 9. März 1993       |
| 1994               | Bangin’ on Wax 2... The Saga Continues Dangerous Records | US139 (4 Wo.)US | Erstveröffentlichung: 13. September 1994 |
| 2014               | Bangin’ on Wax Part 3: No Passes –                       | — | Erstveröffentlichung: 2014               |

als Damu Ridas
- 1995: Damu Ridas
- 1998: How Deep Is Your Hood

als Nationwide Rip Ridaz
- 1995: Nationwide Rip Ridaz
- 1999: Betrayed (Can’t Trust Nobody)